# Livre d'heures de Charles Quint
Le livre d'heures de Charles Quint est un livre d'heures enluminé conservé sous la cote Cod. Vitr. 24-3 à la bibliothèque nationale d'Espagne. Il a été composé dans un atelier de Paris, sans doute dans l'entourage de celui de Jean Poyer, au tournant du XVe siècle et du XVIe siècle.

## Description et historique
On trouve sur la deuxième page une inscription du XVIIe siècle qui indique l'ancienne appartenance à l'empereur Charles Quint: His liber fuit Magni Imperatoris Carli Quinti. Il lui aurait été offert dans sa prime jeunesse, ce qui expliquerait le caractère moralisateur et pédagogique des illustrations. Il ne s'agirait donc pas d'une commande de la cour mais d'un cadeau ou d'un achat. L'emblématique qui s'y déploie évoque en effet davantage la maison de France qu'un duc de Bourgogne, encore moins un Habsbourg. Certaines bordures, notamment celle de la crucifixion (p. 120), abondent en effet de fleurs de lis, jusqu'à être parfois organisées en larges zones liliformes, comme dans le psautier de Charles VIII de France. On voit aussi plusieurs pages arborer des coquilles de Saint-Michel. À l'inverse, aux bâtons écotés terminant certaines lignes près, aucun élément de décor ne reprend le vocabulaire de la maison de Bourgogne (fusils, croix de Saint-André, armoiries, toison...) Il est demeuré dans la Maison d'Autriche, jusqu'à ce que Philippe III l'offre au cardinal de Joyeuse. Il est transmis plus tard au XVIIIe siècle au cardinal de Zelada qui l'offre à la bibliothèque de la cathédrale de Tolède, puis, lorsque les biens de la cathédrale sont confisqués, elle passe en 1869 à la Bibliothèque nationale d'Espagne.
Le livre d'heures se présente sous la forme d'un manuscrit de 333 pages en lettres gothiques en latin sur velin avec des enluminures. Les folios mesurent 23 cm sur 15,3 cm. Il est luxueusement illustré sur 320 pages complètes et trois double-pages.
Le livre d'heures de Charles Quint débute par un calendrier qui reprend la concordance entre les sybilles et le livre des Prophètes, entre les prophètes de l'Ancien Testament et les apôtres du Nouveau Testament. Il contient des scènes bibliques et des illustrations de saints. Les bordures sont de styles très variés. Une des scènes les plus impressionnantes représente La Danse macabre.
Les trois double-pages sont illustrées pour éduquer le caractère d'un futur chef à la bravoure :
- L'entrée victorieuse d'Héraclius à Jérusalem qui a recouvré la Vraie Croix après la défaite des Perses; ce qui témoigne qu'un roi doit combattre pour la Croix ;
- La victoire de David sur Goliath; ce qui témoigne que la force n'est pas victorieuse quand la grâce de Dieu lui fait défaut ;
- La rencontre de trois chevaliers avec la mort; ce qui témoigne qu'il ne faut pas avoir peur de la mort et que la Trinité est le gage de la Vie éternelle.